# Bộ ngàm tháo lắp nhanh

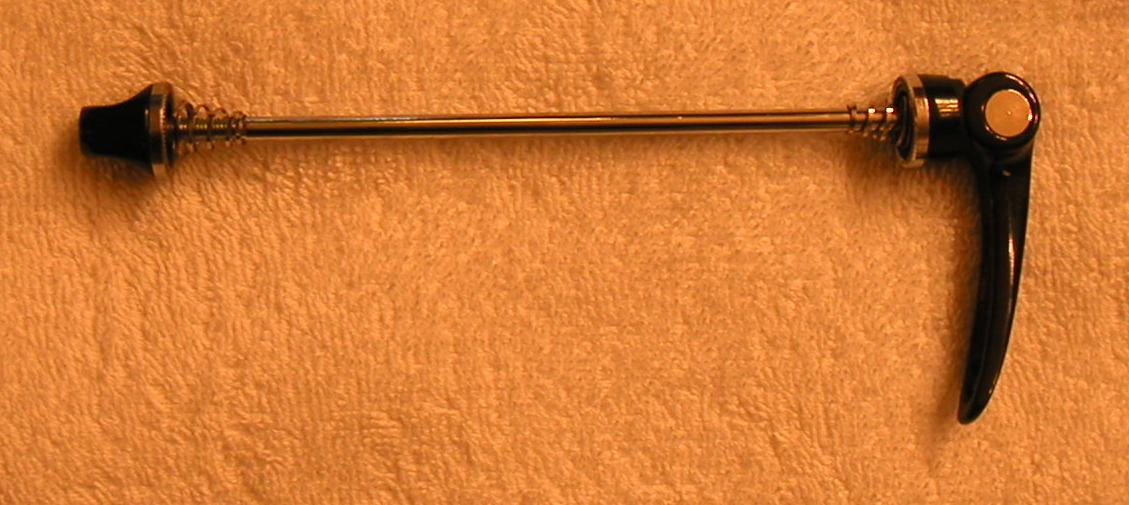
Bộ ngàm tháo lắp nhanh, được gỡ bỏ khỏi trục bánh, ở trong trạng thái đóng

Bộ ngàm tháo lắp nhanh là một cơ cấu để gắn bánh xe vào xe đạp. Nó bao gồm một thanh ren ở một đầu và một bộ cam lắp ráp bằng cần đòn bẩy hoạt động ở đầu kia. Thanh ren được chèn vào trục rỗng của bánh xe, một đai ốc đặc biệt được vặn vào, và cần đòn bẩy đóng lại để siết chặt bộ cam và gắn chặt, cố định bánh xe vào càng phuộc. Những loại bánh xe được trang bị cơ chế mở nhanh này có thể được tháo ra khỏi khung xe đạp và thay thế mà không cần dùng đến công cụ bằng cách mở và đóng cần cam, do đó nhanh hơn so với bánh xe có trục và đai ốc cứng. Tuy nhiên, điều bất tiện ở chỗ là ngàm bánh xe mở nhanh có thể khiến cho bánh xe dễ bị mất trộm hơn và cần chú ý cẩn thận để đảm bảo cơ chế được siết chặt đúng cách.
Các cơ chế tháo lắp tương tự cũng được sử dụng để vận hành ngàm trục yên xe đạp, gập thân xe đạp gấp và xe tay ga.

## Lịch sử

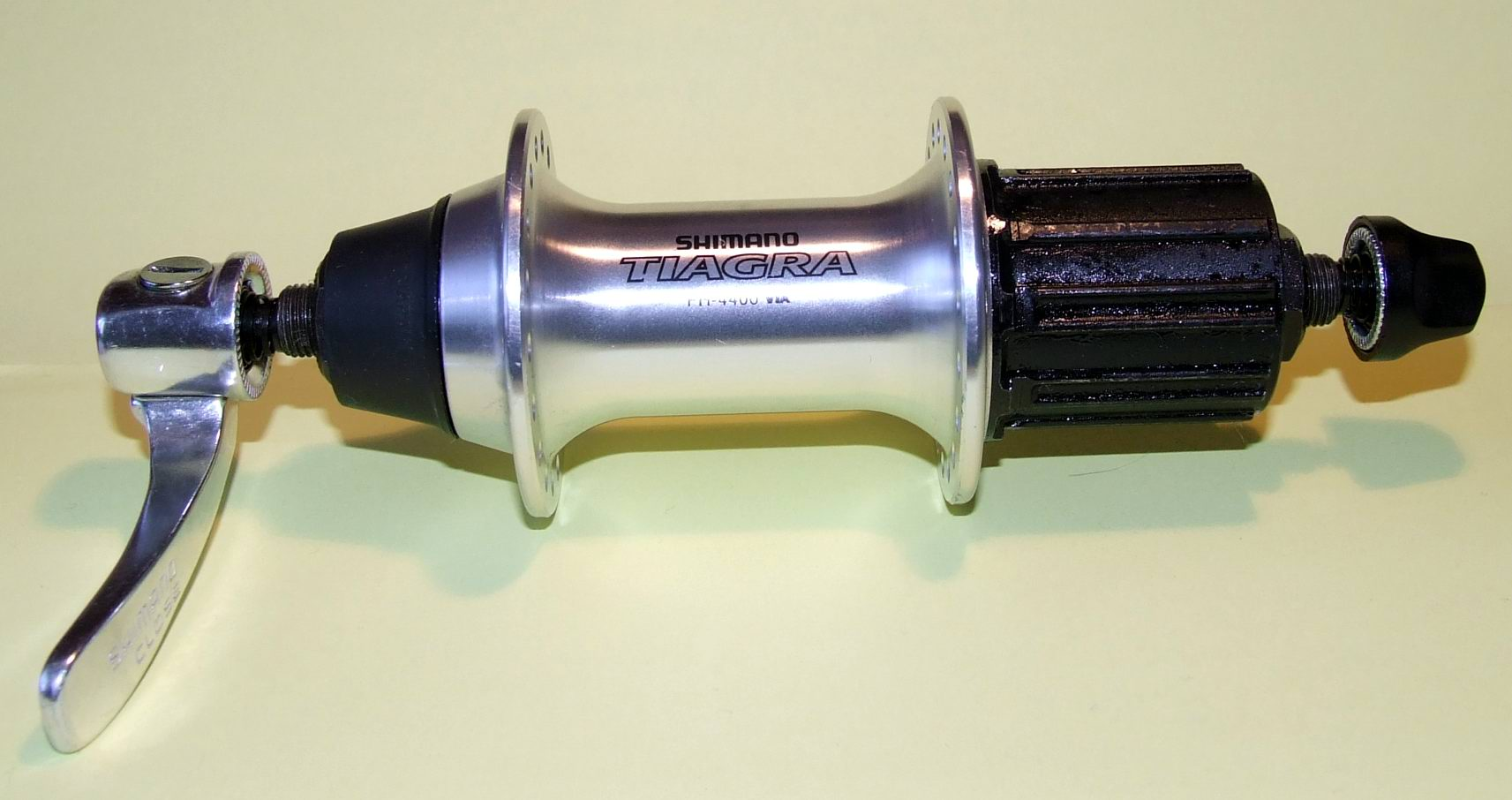
Trục bánh xe với bộ ngàm tháo lắp được gắn lên nó

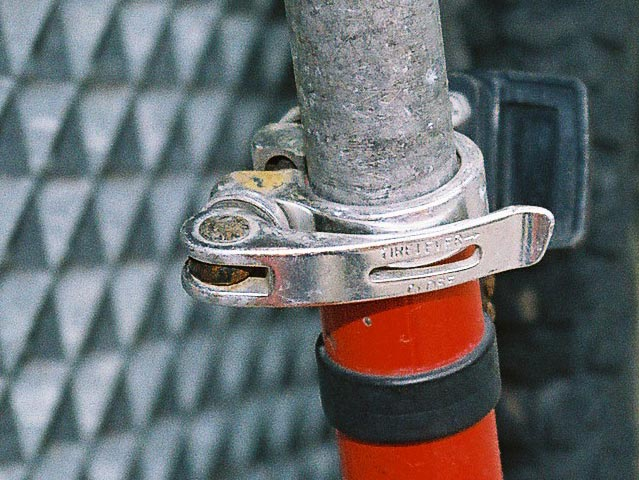
Kẹp tháo lắp nhanh trên một trục yên xe đạp

Cơ chế được phát minh năm 1927 bởi Tullio Campagnolo, một tay đua xe đạp người Ý. Ông cảm thấy bực bội khi cố gắng chuyển số trong một cuộc đua. Lúc đó, chỉ có một bánh răng ở mỗi phía của bộ trục sau, vì vậy việc thay đổi số đòi hỏi phải dừng xe lại, tháo bánh sau, lật ngang nó ra để bánh răng đối diện được nối với xích, và cuối cùng là lắp lại bánh. Thời tiết trở lạnh và đôi tay ông tê cứng, ông không thể siết các đai vặn cánh cố định bánh xe. Ông đã có một vị trí rất tốt trong cuộc đua trước khi thay bộ số, nhưng lại mất đi nhiều thời gian quý báu. Điều này đã thúc đẩy ông phát triển cơ chế mở nhanh.
Một phát minh khác của Campagnolo cũng sử dụng cơ chế mở nhanh là Cambio Corsa, một hệ thống hộp số thay đổi đa mức bao gồm một cần mở nhanh bánh xe sau và một bộ phận tích hợp cơ học đặt cần bẩy gần yên xe đạp, kết hợp với một càng phuộc là phiên bản nguyên thủy của bộ chuyển đĩa sau derailleur (không có bánh đưa xích để lấy dây xích lỏng), đồng thời có một cần điều khiển gần yên xe đạp. Sáng kiến này cho phép người đạp thay số nhanh chóng trong quá trình di chuyển bằng cách mở trục, dời bánh xe sau một chút về phía trước bằng cách giãn căng xích, kích hoạt càng kẹp để chuyển sang đĩa bánh lớn hơn và siết chặt cơ chế ngàm mở nhanh lại; hoặc thả trục, sử dụng càng kẹp để chuyển sang đĩa bánh nhỏ hơn, dời bánh xe một chút về phía sau bằng cách phanh và siết chặt cơ chế ngàm mở nhanh lại. Cơ chế ngàm mở nhanh, cùng với các đổi mới khác và tiêu chuẩn sản xuất cao, đã giúp Campagnolo trở thành nhà sản xuất linh kiện xe đạp đường trường và xe đạp đường đua hàng đầu.

## Sử dụng
Ngàm mở nhanh có xu hướng không được sử dụng trên một số loại xe đạp, chẳng hạn như xe đạp tiện ích (chỉ có một tốc độ hoặc bánh đề) hoặc xe đạp đường đua, một phần vì truyền thống và một phần vì ít cần tháo lắp bánh xe nhanh mà không cần sử dụng dụng cụ.
Cơ chế ngàm mở nhanh thỉnh thoảng cũng không được khuyến khích sử dụng cùng với phanh đĩa bởi sự cần thiết phải gắn vào trục bánh để chịu đựng được lực phanh.
Các loại ngàm có xuất xứ từ Pháp khác biệt về luồng, bởi nó cùng với các thông số của xe đạp Pháp từng dựa trên Hệ đo Mét. Mặc dù các thông số hiện đại cho xe đạp được đưa ra theo đơn vị mét, chúng lại dựa vào Hệ thống Thông thường Hoa Kỳ (United States Customary System), vốn có nguồn gốc từ đơn vị của Anh, ví dụ, 28,6 mi-li-mét ≈ 1 1/8 inch.
Trong những năm qua, các cơ chế ngàm mở nhanh được người lái thông thường sử dụng làm thiết bị nhả bánh chính. Theo Sheldon Brown (thợ sửa xe đạp), các nhà sản xuất thường trang bị đầu càng phuộc bằng các tính năng phần cứng bổ sung nhằm giữ chặt bánh xe ngay cả khi nó không được lắp đúng cách. Phương pháp này được phát triển để giải quyết khả năng hạn chế của một số người dùng có thể tháo bánh xe nhưng không lắp lại được đúng cách. Các tính năng phần cứng này được gọi là "lawyer lips" hoặc "lawyer tabs" vì các nhà sản xuất đã triển khai chúng để tránh kiện tụng tốn kém. Các hệ thống kẹp chặt thứ cấp này phía trước và hệ thống thả rời chiều dọc ở phía sau, mặc dù khiến cho giá sản xuất rẻ hơn nhưng lại kém an toàn hơn so với hệ thống ngàm truyền thống. Ngoài ra, sự ra đời của phanh đĩa đã làm tăng khả năng hỏng hóc của trục trước và ngàm, do phanh đĩa tác động lực đẩy có xu hướng kéo trục xe ra khỏi càng phuộc.
Ngàm mở nhanh thường được lắp ở cạnh bên trái của xe đạp, tuy nhiên cũng có một số lại ưa lắp bên phải nếu như phanh đĩa nằm bên trái. Xe đạp leo núi thường hướng cần bẩy ra phía sau, nhằm giảm thiểu khả năng bị mở không mong muốn.

## Các biến thể

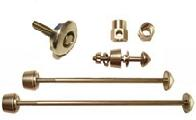
Bộ trục khóa sử dụng đai ốc/bu-lông có hình dạng đặc biệt để bảo vệ các bộ phận khác nhau của xe đạp

Bộ trục khoá có sẵn không có tay cầm hoặc có tay cầm đặc biệt có thể tháo rời để ngăn chặn hành vi trộm cắp bánh xe.